# Coniopteryx stylobasalis
Coniopteryx stylobasalis är en insektsart som beskrevs av György Sziráki och Van Harten 2006. Coniopteryx stylobasalis ingår i släktet Coniopteryx och familjen vaxsländor. Inga underarter finns listade i Catalogue of Life.